# Hato Mayor del Rey
Hato Mayor del Rey – miasto we wschodniej części Dominikany; stolica prowincji Hato Mayor. W 2010 roku liczba mieszkańców wyniosła 44 900. Położone jest 110 km na północny wschód od Santo Domingo. Hiszpańska nazwa po polsku oznacza wielka trzoda króla. Nazwa wywodzi się z czasów kolonialnych w XVI wieku, gdzie Hato Mayor del Rey było znane z pasterstwa, ze stadami dla króla Karola I.
Hato Mayor del Rey zostało założone około roku 1520 przez Francisco Davila, jako królewskie pastwisko bydła. W 1746 roku założono wieś. Obejmowała pustelnię poświęconą Matki Bożej Miłosierdzia, aby zachęcić ludzi mieszkających w pobliżu osiedla do praktykowania katolicyzmu. Do lipca 1843 roku, Hato Mayor del Rey był w prowincji El Seibo. Po 1843 roku, Hato Mayor del Rey stał się miastem. 9 czerwca 1845 roku stan Hato Mayor del Rey został zlikwidowany. 13 października 1848 roku, prezydent Dominikany Manuel Jimenez przywrócił statut miasta.
W mieście panuje klimat tropikalny. Średnia roczna temperatura wynosi 25 °C i obfite opady deszczu w ciągu większości roku wynoszą 1641,5 mm.
W mieście działalność religijną prowadzi Kościół katolicki, liczne grupy protestanckie oraz Świadkowie Jehowy.